# Sonad skuld
Sonad skuld – szwedzki niemy film dramatyczny z 1915 roku w reżyserii Victora Sjöströma.

## Obsada
- Lili Bech – Margareta Stensson
- Gustaf Callmén – Ojciec Margarety
- Carlo Wieth – Brat Margarety
- John Ekman – Kierownik fabryki
- Viggo Friderichsén – Albin Ström, inżynier
- August Warberg – Kancelista
- Greta Almroth – Córka kancelisty
- Stina Berg – Żona kancelisty